# Au Pair 3: Adventure in Paradise
Au Pair 3: Adventure in Paradise is een romantisch komedie en televisiefilm uit 2009. Hoofdrollen worden gespeeld door Gregory Harrison en Heidi Saban. Het is de laatste film in de Au Pair-trilogie.

## Verhaal
Het verhaal speelt zich af acht jaar na de gebeurtenissen in Au Pair. Katie studeert ondertussen aan de universiteit en Alex heeft net met succes zijn middelbare school afgerond. Om dat te vieren gaan ze samen met hun vader Oliver, plusmoeder Jenny en hun pasgeboren zusje Sarah op vakantie. Ook Ariana, de kotgenote van Katie, gaat mee. Tijdens hun verblijf in Puerto Rico plant financieel directeur Walter Hausen echter een vijandige overname van CCI Tekhausen, het bedrijf van Oliver.

## Rolverdeling
| Acteur           | Personage                     |
| ---------------- | ----------------------------- |
| Gregory Harrison | Oliver Caldwell               |
| Heidi Saban      | Jennifer 'Jenny' Morgan       |
| Katie Volding    | Katie 'Kate' Caldwell         |
| Jake Dinwiddie   | Alexander 'Alex' Caldwell     |
| Gerrit Graham    | Rupert                        |
| Bradley White    | Walter Hausen                 |
| Brian Tester     | Brentfield Academy Headmaster |
| Kathleen Mealia  | Ariana                        |
| Rafa Alvarez     | Bodyguard 2                   |
| Ciaran Tyrrell   | Danny Taylor                  |